# Cykelbelysning

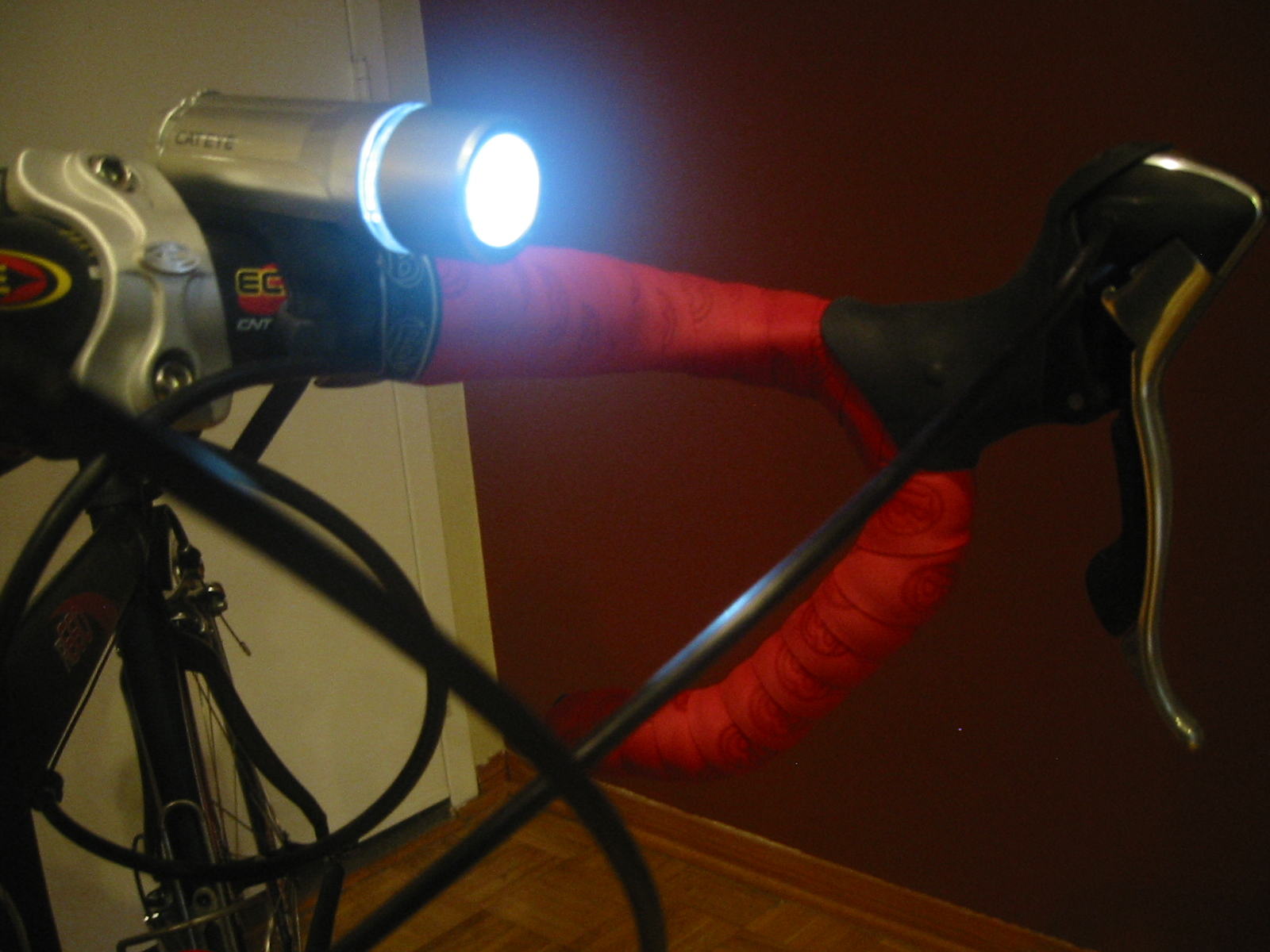
Främre strålkastare till en cykel.

Cykelbelysning är ett tillbehör för cyklar som möjliggör belysning i mörker. Dessa kan vara batteridrivna, induktionsdrivna eller drivas av en generator som antingen sitter i navet eller ligger an mot fram- eller bakdäcket.
Framlyktan ska vara avsedd som strålkastare för att i någon mån lysa upp vägen framför eller en lykta som enbart är för att synas för andra trafikanter på 300m. Baklyktan är framför allt avsedd att vara positionsljus.
Cykelbelysning bestod ursprungligen av vanliga glödlampor, men idag har även halogenlampor och lysdioder blivit vanliga. Batteridrivna lampor med lysdioder kan man få med blinkfunktion, vilket försämrar upplysningen och dessutom är förbjudet.
Användningen av cykelbelysning samt reflexer regleras i Sverige av Transportstyrelsens Författningssamling (2010:144) och Trafikförordning (1998:1276). Vid färd i mörker skall cykeln vara utrustad med vitt eller gult ljus framtill och rött ljus baktill, dessutom skall vit reflex finnas framtill, röd reflex baktill och orangegul eller vit reflex till sidorna. Blinkande ljus får användas baktill vid minst 200 blinkningar per minut, men är annars förbjudet att använda vid färd på väg. Att använda andra färger är tillåtet med två undantag: cykeln får inte ha någon lampa, lykta eller reflex som kan visa vitt ljus bakåt eller rött ljus framåt, och vid färd på väg får man bara visa vitt eller gult ljus framåt.
De flesta cyklar har reflexer även i pedalerna. När man trampar rör sig pedalreflexerna på ett karakteristiskt sätt som gör det lättare att identifiera att trafikanten som syns är en cyklist. En del cyklister väljer att komplettera med en reflekterande varselpinne, reflexväst och reflexer på armarna.